# Đua máy cắt cỏ

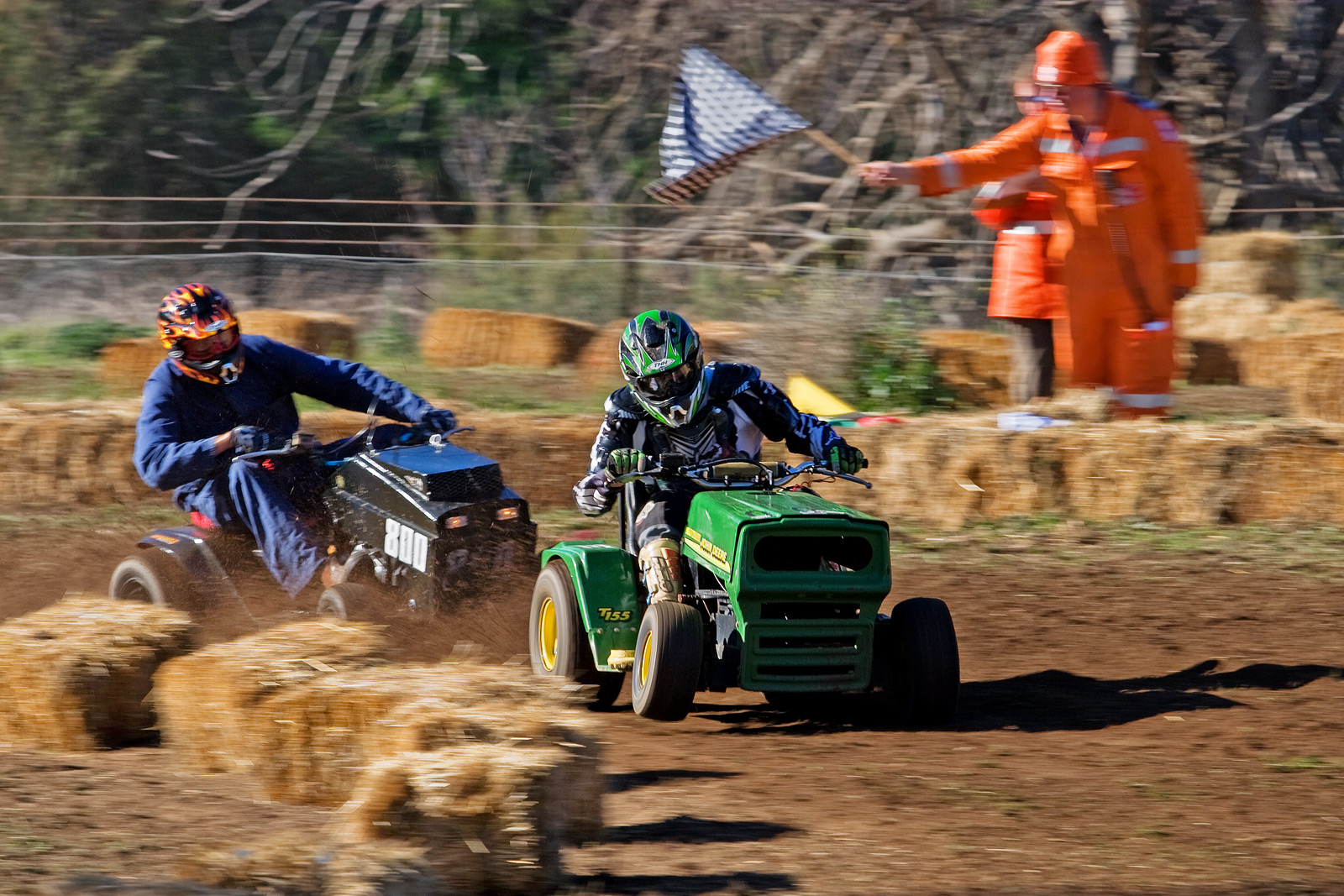
Vạch đích của lớp 250cc tại cuộc đua cắt cỏ Swifts Creek 2007

Đua máy cắt cỏ là một hình thức đua xe thể thao trong đó các tay đua sử dụng máy cắt cỏ, thường là loại xe tự hành hoặc tự hành. Động cơ máy cắt được giữ lại, nhưng lưỡi dao được gỡ bỏ để đảm bảo an toàn. Môn thể thao này thu hút mọi lứa tuổi và thường mang tính vui vẻ hơn là tính cạnh tranh, dù nhiều người tham gia một cách nghiêm túc.

## Ở vương quốc Anh
Cuộc đua sớm nhất được ghi nhận liên quan đến các nhà lập pháp ở Vương quốc Anh là vào năm 1968, khi the Ashton ở câu lạc bộ cricket Mersey tổ chức một sự kiện thể thao với tên gọi "Lawn Mower Grand Prix" cho quỹ lợi ích của nhà phê bình Lancashire Ken Higgs. Sự kiện này bao gồm một đưởng kẻ ngang hơn 880 yard (hơn 804,6 mét), được tài trợ bởi Esso và John Player & Sons. Nhà báo Daily Mirror Roy Allett giành chiến thắng trong cuộc đua và Jimmy Savile đứng thứ ba. Savile đã cầu nguyện trước khi thi đấu và cho biết rằng anh ta chưa bao giờ lái máy cắt cỏ trước đây: "How can you mow in a council flat??"
Hiệp hội đua xe máy cắt cỏ Anh (BLMRA) được thành lập vào năm 1973 bởi Jim Gavin, đồng lái xe của Rally. Jim và một nhóm những người đam mê thể thao đang than thở về các chi phí cấm khi tham gia vào một loại thể thao mô tô bất kỳ trong khi thưởng thức rượu tại The Cricketer Arms ở Wisborough Green, West Sussex. Họ nhìn khắp ngôi làng  xanh lá cây và chú ý đến người thợ cắt cỏ trên sân cricket. Nhận ra rằng mọi người đều có một máy cắt cỏ trong vườn của họ, họ tự hỏi: Tại sao không đua bằng chúng? Một địa điểm địa phương đã được tìm thấy và 80 máy cắt cỏ đã xuất hiện cho cuộc gặp gỡ đầu tiên đó.
Hiện tại, một số câu lạc bộ đua máy cắt cỏ ở Anh có các quy tắc xây dựng hơi khác nhau nhưng luôn giữ một đặc điểm tương đồng là các sự kiện được điều hành chuyên nghiệp và chi phí được giữ ở mức tối thiểu. Đua xe có xu hướng diễn ra tại các khu đất trống, với đường đua được đánh dấu theo kiểu tạm thời, thường sử dụng kiện hoặc khối nhựa. Các dạng đua nói chung là chạy nước rút hoặc đọ độ bền, mặc dù các cuộc đua vui nhộn có các lối đua khác nhau bao gồm cả tiếp sức và cạnh tranh để trở thành người cuối cùng trụ lại (last man standing). Có nhiều giải vô địch được tổ chức trong suốt mùa đua.
Ban đầu máy cắt cỏ là những mô hình tự hành như Suffolk Punch. Nó được trang bị lại và đòi hỏi người vận hành phải chạy phía sau. Những thứ này nhanh chóng nhường chỗ cho máy cắt xi lanh lớn hơn với ghế kéo, được gọi là Nhóm 2. Các nhóm 3 và 4 theo sau, đó là các máy cắt cỏ chạy bằng bánh xe, nhóm 3 là một máy cắt cỏ trong vườn có động cơ mở (điển hình là Westwood Lawnorms) và nhóm 4 là một máy kéo cỏ. Tất cả các máy cắt phải được loại bỏ lưỡi cắt, giữ lại các thành phần ban đầu được chỉ định như khung, nắp ca-pô và cấu hình ổ đĩa. Quy định động cơ khác nhau giữa các câu lạc bộ, nhưng đây là những động cơ loại máy cắt cỏ tiêu chuẩn,gần như không bị sửa đổi hoặc điều chỉnh. Với điều kiện phù hợp, máy cắt có thể đạt tốc độ tối đa 50 mph (khoảng 80,4 km/h) dù thiết kế của máy nhằm hạn chế điều này, song, kỹ năng lái xe vẫn là một yếu tố quan trọng của môn thể thao.
Một trong những sự kiện được biết đến nhiều nhất là cuộc đua sức bền 12 giờ BLMRAđược tổ chức hàng năm  gần Wisborough Green kể từ năm 1978. Sir Stirling Moss, Derek Bell và Tony Hazlewood (nhà thiết kế và xây dựng của Westwood Lawnorms) giành chiến thắng trong cuộc đua đầu tiên. Diễn viên Oliver Reed cũng từng tham gia. Sự kiện này thu hút những người tham gia từ các câu lạc bộ khác của Anh và từ khắp nơi trên thế giới, bao gồm các đối thủ đến từ Pháp, Bỉ, Đức, Luxembourg, Phần Lan và Hoa Kỳ. Năm 2018 ghi nhận chiến thắng đầu tiên của người nước ngoài khi một nhóm Luxembourg giành thắng lợi. Kỷ lục hiện tại là 354,5 dặm (hơn 570,5 km), hơn 12 tiếng đồng hồ.

## Tại Hoa Kỳ

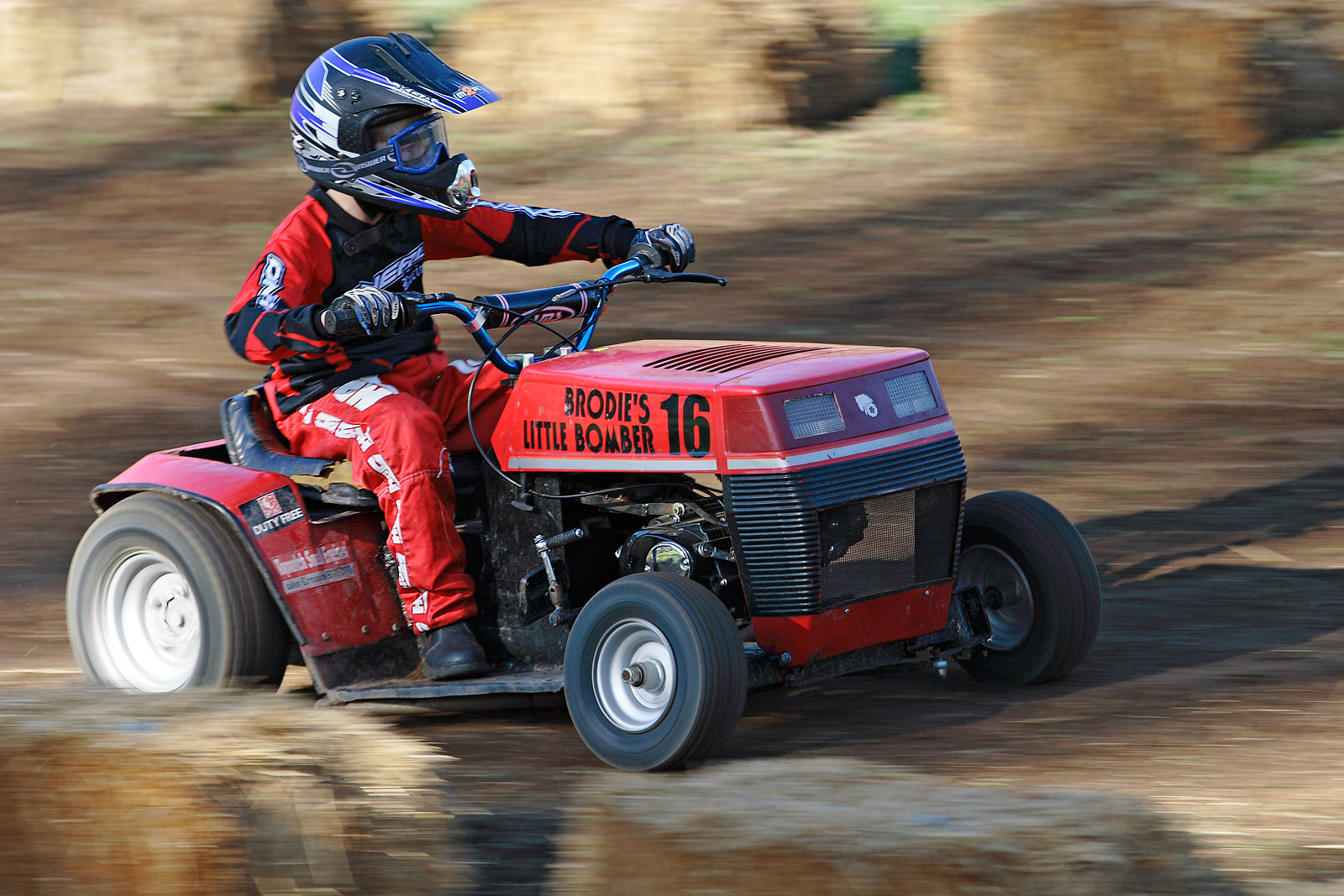
Các đối thủ cạnh tranh trẻ, chẳng hạn như cậu bé 10 tuổi này, chạy đua bằng máy cắt yếu hơn.

Twelve Mile 500 là một cuộc đua máy cắt cỏ được tổ chức hàng năm vào Ngày Độc lập bởi câu lạc bộ Twelve Mile Lions tại thị trấn nhỏ Twelve Mile, Indiana. Truyền thống bắt đầu vào năm 1963 khi một cuộc đua dành cho máy cắt cỏ (được sản xuất tại nhà máy hãng và đã loại bỏ phần cắt). Năm 1996, sự kiện tách ra làm hai: một cuộc đua cho máy cắt cỏ Briggs bốn thì và một cho máy cắt cỏ độ. Cuộc đua đã áp dụng phong cách "Grand Prix" vào năm 1970 và đã được tổ chức tại Plank Hill Park kể từ đó. Cấu trúc sự kiện tiếp tục được thay đổi với việc bổ sung một cuộc đua khác. Twelve Mile 500 năm 2010 bao gồm một cuộc đua superstock ngoài các cuộc đua briggs và máy cắt đã sửa đổi. Tw 12 Mile 500 gồm đường đua 15 dặm, 60 dặm trong đường đua một phần tư dặm trong công viên, tối đa 33 người tham gia mỗi lần. Mỗi đội tham gia có một người lái xe, một phi hành đoàn hai người và một thẩm phán vòng đua, và phải đáp ứng tốc độ khoảng 30 mph (khoảng 48,2 km/h), giống như trong cuộc đua NASCAR.
Môn thể thao đã được đưa đến Hoa Kỳ bởi những người sản xuất chất phụ gia xăng có Sta-bil. Họ đã đến thăm Vương quốc Anh và xem một cuộc đua. Kể từ đó, đua máy cắt cỏ đã phát triển và hình thành nhiều tổ chức quốc gia, bao gồm Hiệp hội đua máy cắt cỏ Hoa Kỳ và Hiệp hội máy cắt cỏ đua Mỹ Lưu trữ ngày 21 tháng 11 năm 2018 tại Wayback Machine.
Không nên nhầm lẫn đua máy cắt cỏ với đua go-kart, khi mà động cơ máy cắt cỏ thường được sử dụng, đặc biệt là đối với những người tham gia nghiệp dư trong môn go-kart. Đua máy cắt cỏ là dựa trên việc sử dụng cả động cơ và khung gầm từ máy cắt thông thường. Ngoài ra, go-kart chỉ được đua trên các bề mặt bằng phẳng, còn máy cắt cỏ có thể đua off-road.

### Ở Bắc Carolina
Kể từ mùa hè năm 1984, Câu lạc bộ Rotary Bắc Wilkesporo đã tổ chức cuộc đua máy cắt cỏ tại cơ sở Hội chợ Nông nghiệp Hạt Wilkes. Bị xử phạt bởi Hiệp hội đua xe Allegheny, đường đua hình bầu dục trên đường đất gợi đến sự khởi đầu của đua xe tại Đường đua tốc độ Bắc Wilkesboro và sự ra đời của NASCAR. Đám đông từ vài trăm đã tăng lên đến hàng nghìn người vào một số đêm thứ bảy trong khoảng thời gian tháng sáu đến tháng chín. Khu vực hội chợ hạt Wilkes được nhiều người tham gia cho biết là có cơ sở hạ tầng hàng đầu trong rạp xiếc AMRA.
Tiền thu được từ các sự kiện đua xe cắt cỏ của câu lạc bộ được chi trong suốt cả năm cho nhiều hoạt động bởi Câu lạc bộ Rotary Bắc Wilkesboro. Câu lạc bộ đóng góp cho hầu hết các cơ quan United Way địa phương, cung cấp học bổng hàng năm cho học sinh trung học địa phương, tổ chức tiệc Giáng sinh cho trẻ em được nuôi dưỡng của quận, đồng thời hỗ trợ các công tác cứu trợ trên toàn thế giới của công ty Rotary International.

### Ở Missouri
Bắt đầu từ mùa xuân năm 2013, cuộc đua máy cắt cỏ đã được tổ chức vào thứ bảy hàng tuần tại Patton, Missouri. Các tay đua từ khắp Đông Nam Missouri và một phần của Arkansas đến Câu lạc bộ Patton Saddle để đua. Các cuộc đua được tổ chức do sự hợp nhất của Hiệp hội đua máy cắt cỏ Đông Nam Missouri (gọi tắt là SMLMRA) và Câu lạc bộ Patton Lions. Hàng trăm người hâm mộ đến xem các cuộc đua chỉ với năm đô la một lượt xe tải. Câu lạc bộ Lions quản lý mọi khoản thu.
Các tay đua khác nhau ở độ các tuổi từ sáu đến bảy mươi được phân ra làm năm nhóm riêng biệt. Trẻ em (6 -1 2 tuổi) đua ở lớp trẻ. Động cơ máy cắt cỏ của trẻ được giới hạn ở mức không quá 3.650 vòng/phút và tỷ lệ bánh răng là 10:1. Các nhóm người lớn được phân chia bằng cách cho chạy thử. Các lần chạy thử được thiết lập như một vòng loại trong NASCAR. A-Class là máy cắt cỏ chạy nhanh nhất. Tiếp theo là B và C-Class. D-Class là máy cắt chạy chậm nhất trong thời gian thử nghiệm.
Máy cắt không bị giới hạn kích thước động cơ; tuy nhiên, an toàn chiếm một vai trò quan trọng trong các quy tắc. Tất cả các tay đua sẽ phải đội mũ bảo hiểm cả đầu, găng tay, ủng, áo đua dài tay và đeo phụ kiện bảo vệ cổ. Máy cắt phải được trang bị cản sau (không có cản trước), bộ bảo vệ chân, công tắc tắt để tắt động cơ trong trường hợp xảy ra tai nạn, phanh làm việc, khay để cốc và một tấm chắn bên phải mui xe để giữ cho người khởi động không bị văng ra nếu động cơ nổ tung.
Nữ tay đua máy cắt cỏ đầu tiên đến từ Missouri là Gabby. Cô đua cuộc đua đầu tiên vào mùa thu năm 2006 khi mới 6 tuổi. Nhiều tay đua nữ đã theo đuổi cô. Cô bắt đầu đua để dành thời gian với cha mình rồi sau đó yêu thích môn thể thao này.

### Ở New Mexico
Một điểm đến phổ biến khác cho môn thể thao là New Mexico. Trái với các khu vực khác, có các quy tắc nghiêm ngặt liên quan đến lớp máy cắt cỏ cũng như cách thức vận hành. Từ tháng 1 năm 1983, các máy cắt cỏ được sử dụng chủ yếu là John Deere. Tuy nhiên, do sức mạnh nguy hiểm tạo ra bởi các động cơ này, lớp máy cắt cỏ này không còn được chấp nhận. Năm 2012, Craftsmen được tuyên bố là thương hiệu máy cắt cỏ được sử dụng nhiều nhất ở New Mexico. Có tới 290 tay đua sử dụng thương hiệu này trong 127 cuộc đua ở New Mexico năm đó. Năm 2015, các quy tắc mới đã được áp dụng trong hệ thống đua máy cắt cỏ ở New Mexico, ngăn chặn đua xe máy cắt cỏ xảy ra ở các địa điểm đông dân cư.

## Tại Úc
Cuộc đua máy cắt cỏ đầu tiên của Úc được hình thành trong một quán rượu nhỏ ở nông thôn ở Harrietville, Victoria năm 1978. Năm người đàn ông thách nhau đua quanh những ngọn đồi địa phương của khu vực sau một cuộc cãi vã liên quan đến rượu. Họ ì ạch leo lên sườn dốc bằng chiếc máy phụt khói chưa qua chỉnh sửa của họ Briggs &amp; Strattons (một nhãn hiệu máy cắt cỏ phổ biến), đi quanh một cây kẹo cao su được đề cử, sau đó bay xuống tại "Angel Gear" – tiếng lóng vùng hẻo lánh của Úc cho trung lập – để về đích. "Một nửa trong số 100 người của thị trấn, 300 con cừu và 150 con chó đã ở đó", theo Brian Ross - người từng sáu lần đảm nhiệm vai trò chủ tịch của Hiệp hội đua máy cắt cỏ Úc (AROLMRA)